# 新疆生产建设兵团第八师一四二团
新疆生产建设兵团第八师一四二团是中华人民共和国新疆生产建设兵团第八师下辖的一个团。东距石河子市67公里，距沙湾市37公里。

## 历史
一四二团1950年建立时名二十六师七十六团，1953年改名二十二团。1958年改设安集海管理处，下分安集海一、二、四场，1965年合并仍称二十二团，1969年改为一四二团。

## 行政区划
新疆生产建设兵团第八师一四二团下辖以下单位：
团部、一连、二连、三连、四连、六连、七连、八连、十连、良种连、十一连、十二连、十三连、十四连、十五连、十六连、十七连、十八连、十九连、二十连、二十一连、二十二连、二十三连、二十四连、二十五连、二十六连、二十七连、二十九连、三十连、三十一连、三十二连和巴管处生活区。